# Wairarapa

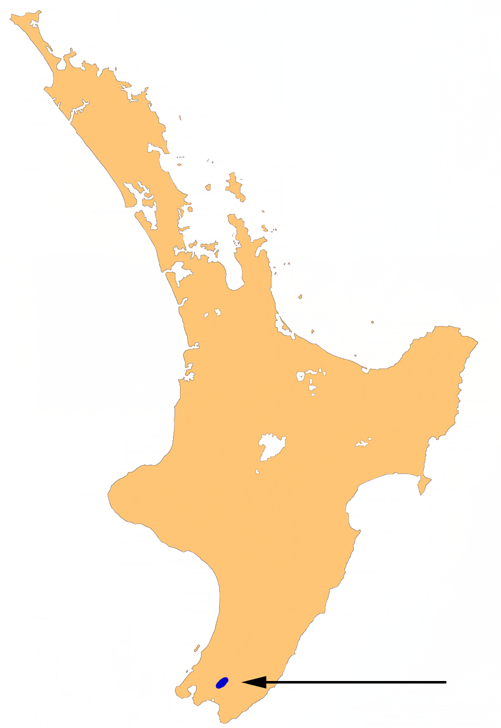
położenie

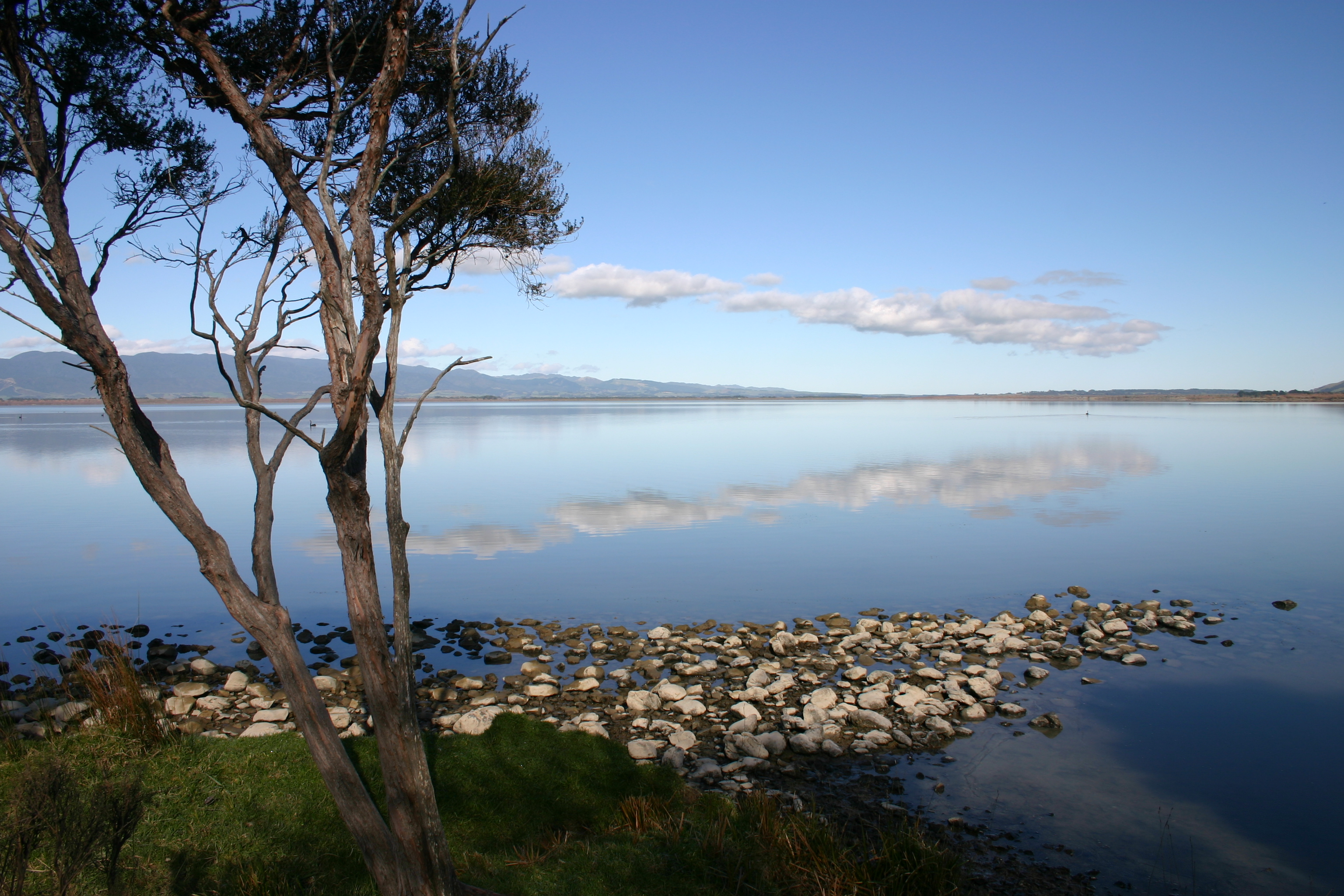
zachodni brzeg jeziora, widok na południe

Wairarapa – jezioro na południowym krańcu Wyspy Północnej w Nowej Zelandii, 50 kilometrów na wschód od Wellington.
Jezioro oraz otaczające je tereny podmokłe wchodzą w skład obszaru chronionego Wairarapa Moana, wpisanego w 2020 roku na listę konwencji ramsarskiej.